# Jasminisis deceptrix
Jasminisis deceptrix är en korallart som beskrevs av Philip Alderslade 1998. Jasminisis deceptrix ingår i släktet Jasminisis och familjen Isididae. Inga underarter finns listade i Catalogue of Life.